# انتخابات الرئاسة المولدوفية 2001
انتخابات الرئاسة المولدوفية 2001 هي الانتخابات الرئاسية التي جرت في 4 أبريل 2001، في مولدوفا، لانتخاب رئيس مولدوفا، فاز بالانتخابات فلاديمير فورونين.